# Vale da Senhora da Póvoa
Vale da Senhora da Póvoa ist eine Gemeinde (Freguesia) im portugiesischen Kreis Penamacor. In ihr leben 222 Einwohner (Stand 19. April 2021).